# Маттеос Джугаеци
Маттео́с Джугаеци́ (арм. Մատթեոս Ջուղայեցի), — армянский мыслитель, литературовед и богослов XIV—XV веков.

## Биография
Родился в середине XIV века в Нахичеване, в городе Джуга. Прошёл обучение в Татевском университете, под руководством Ованеса Воротнеци и Григора Татеваци. В 1391—1393 гг работал в монастыре св. Карапета в гаваре Апракунис, в 1393—1395 гг в монастыре Тандзапарах, недалеко от Татева. С 1395 года до конца жизни (10-е года XV века) преподаёт в Татевском университете. Вёл идеологическую борьбу с унитарианским движением, также боролся против распространения народного театра, призывая людей «не ходить к гусанам, они говорят о делах Хайка и воспитывают дух неповиновения». В своих проповедях часто касался вопросов естествознания, изучал происхождение природных материй. Считал, что в природе есть 10 "чистых" материй — золото, серебро, медь, олово, свинец, железо, лазурит, ртуть, сера и драгоценные камни: остальные материи выводил из этих десяти. Развивая философские взгляды Григора Татеваци, пришёл к выводы, что люди изначально должны были быть четвероногими, и только со временем, исходя из необходимости, встали на задние ноги. Разницу между людьми и животными Джугаеци видел именно в этой "эволюции", говоря, что «животные так и остались четвероногими, ибо они лишены способности думать». Считал, что предметом исследования науки является объективная действительность, которую можно распознать разумом, а для научного обоснования изучаемого объекта необходимо прежде всего приобрести определённый багаж теоретических знаний
.
Оставил богатое литературное наследие — многочисленные церковные гимны, около 50-и проповедей, полемические труды. Особенно известна его речь, прочитанная на похоронах Григора Татеваци. Некоторые из его трудов дошли до нас в оригинале и содержат важные памятные записки. Его сочинения представляют интерес для изучении ситуации в Армении в XIV веке, походах Тамерлана и государстве Кара-Коюнлу. Важное место отделяет изучению причин бедственного положения Армении; ответственность за судьбу страны и народа возлагает на власть имущих.

## Сочинения
- «Комментарии к Евангелию от Луки» (арм. «Մեկնութիւն Ղուկասու Աւետարանին»)[12] — толковательная работа, написана в 1391 году. Первая из датированных работ Джугаеци. Написана в форме "вопросы-ответы", состоит из 22 частей с 158 вопросами в общей сложности.
- «Комментарии к Евангелию от Иоанна» (арм. «Մեկնութիւն Հովհանու Աւետարանին»)[13] — толковательная работа, написана вскоре после «Комментарий к Евангелию от Лукы». Основу для сочинения составили труды Ованеса Воротнеци. В некоторых рукописях ошибочно приписан последнему.
- мемуар[14], написанный вскоре после «Комментарий к Евангелию от Иоанна».
- «О вопрошениях неверных; различные ответы» (арм. «Վասն հարցման անօրինաց. զանազան պատասխանիք»)[15] — полемическая работа, направленная против исламизации армян. Написана в 1392 году, после ссоры с мусульманским священником. В работе прослеживается уважение автора к исламу и мусульманским традициям, одновременно яростно критикуются действия мусульманских священников и правителей, поощряющие обращение армян в ислам. Впервые в армянской литературе ислам воспринимается не как форма арианской ереси, а как отдельная религия, со своими верованиями и традициями[16].
- «О проповедничестве Слова» (арм. «Վասն քարոզութեան Բանի») — написана в 1393 году, в Тандзапарахе
- «Собрание речей» (арм. «Հավաքում բանից») — написана в 1395 году, в Татеве
- «О времени, насколько нам известно» (арм. «Վասն ժամանակաց գիտելոյ զորքանն») — написана в 1402 году, по всей видимости в Татеве. Представляет собой небольшую хронологическую таблицу, в которой упомянуты основные церковные и политические события, начиная с Великого потопа. В рукописях эта хроника приписывается Маттеосу Джугаеци, но в заглавии, в отличие от большинства трудов Маттеоса, имя автора не упоминается[17].
- «Честный таг» (арм. «Տաղ ազնիվ») — церковный гимн, посвящённый католикосу Акопу Мцбнеци. Написан между 1386 и 1391 гг., в городе Ернджак во время его осады войсками Тамерлана
- церковные гимни (таги), написанные по просьбе Григора Хлатеци. Составлены акростихом, первые буквы составляют предложение "ի Մատթէոսէ, խնդրեաց Գրիգոր" (от Маттеоса, по просьбе Григора).
- эпитафия на смерть Григора Татеваци. Прочитана им на похоронах Татеваци в январе 1410 года.
- «Краткое жизнеописание Григора Татеваци»[2][16]
- «Анализ „Деяний Апостолов“» (арм. «Քննութիւն Գործոց առաքելոց»)[18] — изучения толкований «Деяний Апостолов» Иоанна Златоуста и Ефрема Сирина. Последний из его датированных трудов, написан в 1411 году. Считается лучшей работой Джугаеци[3].